# Abdij van Malmesbury
De abdij van Malmesbury (Engels: Malmesbury Abbey) is een abdij in de Engelse stad Malmesbury in het graafschap Wiltshire. De abdij werd omstreeks 676 als benedictijns klooster gesticht door de heilige Adelmus, een neef van Ine, de koning van Wessex. Onder anderen Willem van Malmesbury bracht zijn volwassen leven als monnik in deze abdij door.
De bouw van de abdij was in 1180 grotendeels afgerond. Om en nabij 1500 stortte de 131 meter hoge torenspits en bijbehorende toren tijdens een storm in. Hierbij werden grote delen van de kerk vernietigd, waaronder het transept en twee derde van het schip. Omstreeks 1550 viel ook de westelijke toren om, waarbij ook de drie westelijke traveeën van het schip verloren gingen. Door deze twee rampen is minder dan de helft van het oorspronkelijke gebouw bewaard gebleven.
De abdij werd in 1539 gesloten door Hendrik VIII van Engeland bij de ontbinding van de kloosters en het gebouw werd, tezamen met de bijbehorende landerijen van 93 vierkante kilometer, verkocht aan William Stumpe, een rijke koopman. Hij gaf de kerk vervolgens terug aan de stad Malmesbury, waarna hij in gebruik werd genomen als plaatselijke parochiekerk. Stumpe plaatste in een aantal gebouwen van de abdij weefgetouwen en vestigde daar een deel van zijn lakenonderneming.
Tegenwoordig is de abdij van Malmesbury nog steeds in gebruik als parochiekerk in het bisdom van Bristol. Het is een Grade I listed building.

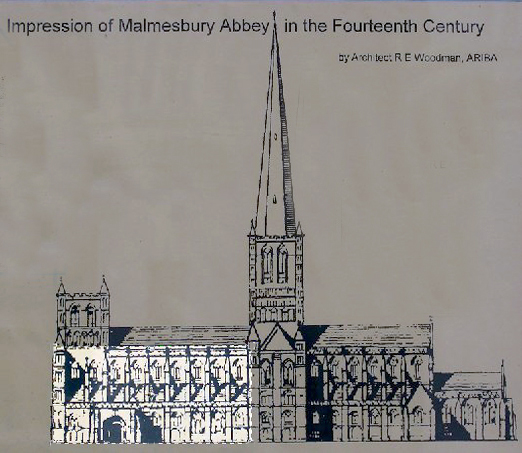
Een tekening van de abdij uit de veertiende eeuw. Alleen het witte gedeelte is heden ten dage in gebruik.
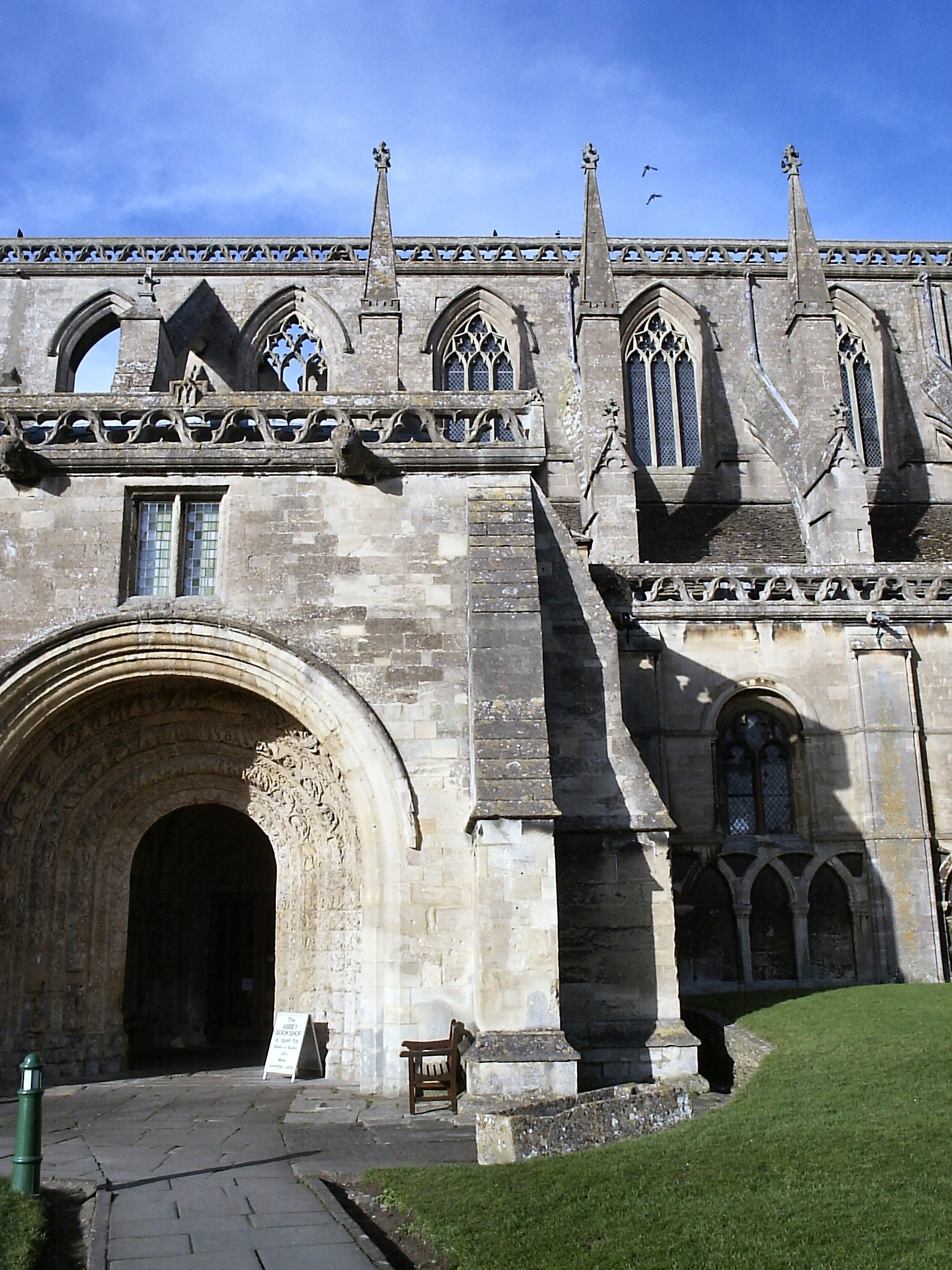
Het pleintje voor de zuidkant van de abdij.
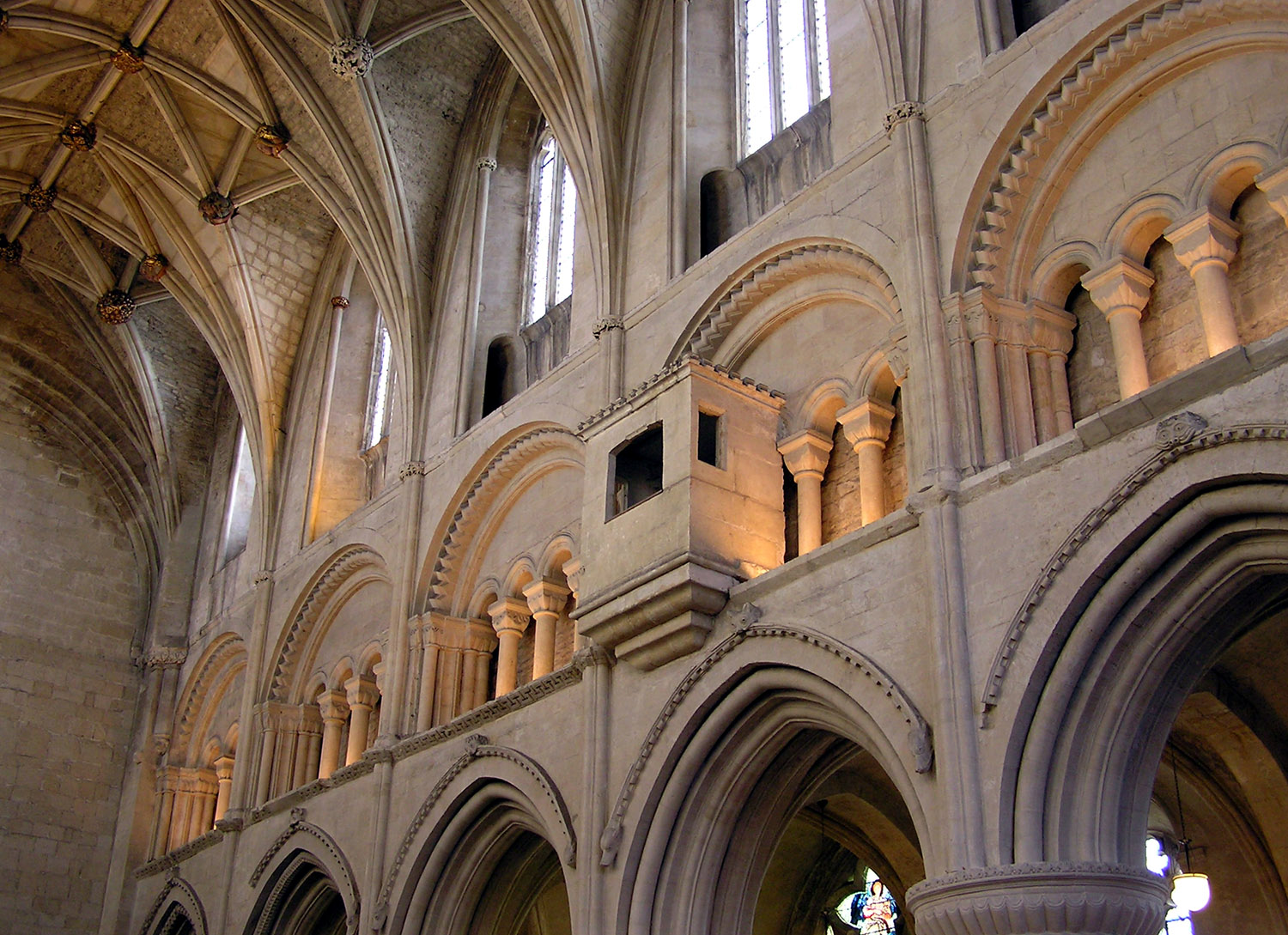
De binnenkant van de abdij.
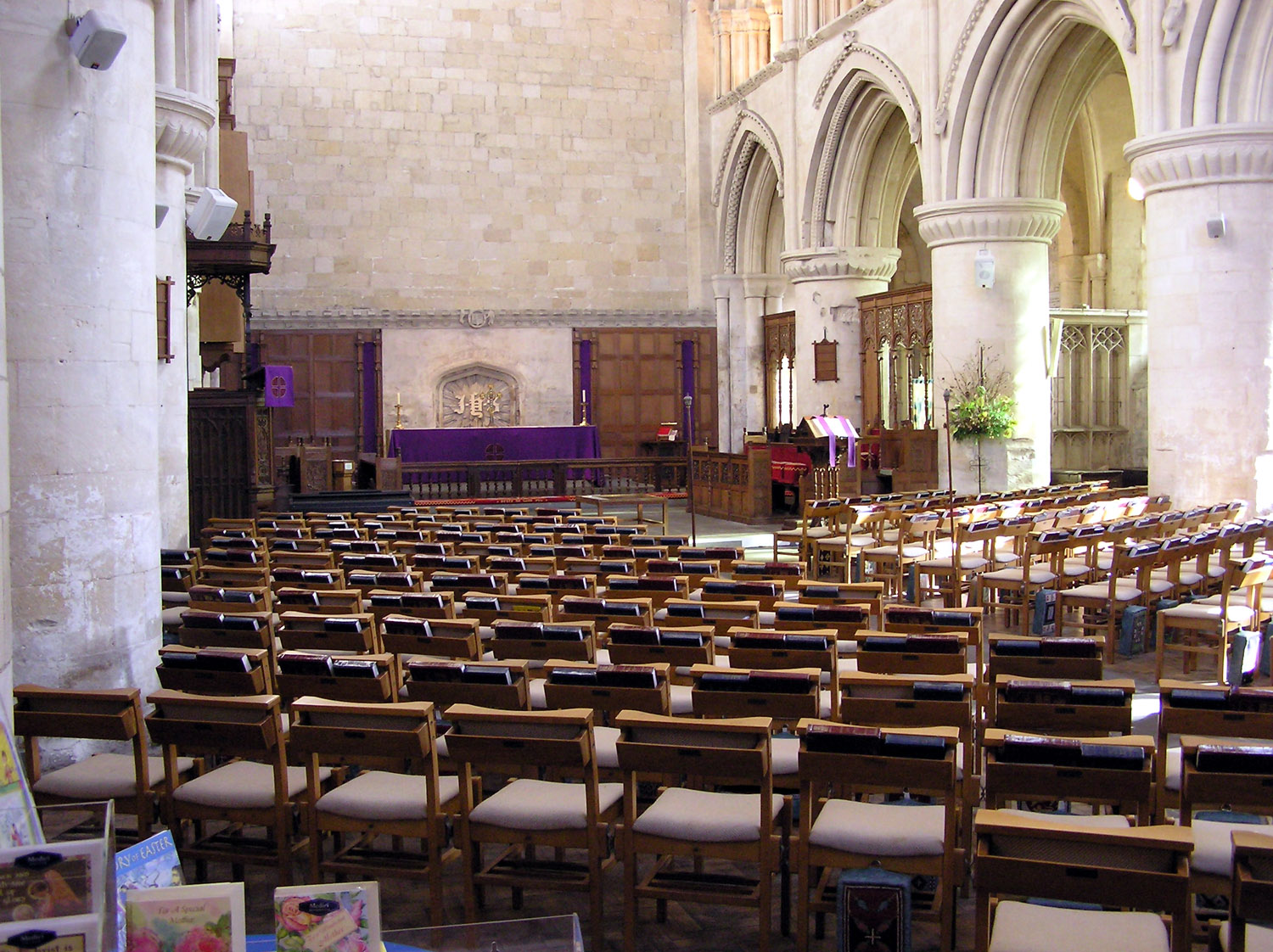
De binnenkant van de abdij. Aan de andere kant van het altaar bevond zich het vernietigde gedeelte.